# Kazuyuki Mugita
Kazuyuki Mugita (japanisch 麦田 和志 Mugita Kazuyuki; * 10. November 1984 in der Präfektur Ishikawa) ist ein japanischer Fußballspieler.

## Karriere
Mugita erlernte das Fußballspielen in der Universitätsmannschaft der Osaka University of Health and Sport Sciences. Seinen ersten Vertrag unterschrieb er 2007 bei Tokushima Vortis. Der Verein spielte in der zweithöchsten Liga des Landes, der J2 League. Für den Verein absolvierte er 76 Ligaspiele. Ende 2010 beendete er seine Karriere als Fußballspieler.